# يوسوكي ساسادا
يوسوكي ساسادا (باليابانية: 佐須田 悠介) (6 يونيو 1978 في كاناغاوا في اليابان – )؛ هو لاعب كرة قدم سابق كان يلعب كمدافع.